# Sindrome mieloproliferativa
Le neoplasie mieloproliferative (o sindromi mieloproliferative) sono quadri patologici caratterizzati da abnorme proliferazione di cellule staminali della linea mieloide del midollo osseo.
Possono riguardare dunque i globuli rossi, i globuli bianchi e/o le piastrine.
In alcuni casi può essere presente una fibrosi del midollo osseo e la riattivazione di emopoiesi extramidollare (nel fegato e nella milza).

## Tipologie
Si distinguono quattro entità nosologiche:
- Policitemia vera (se riguarda i globuli rossi, ma sono aumentati anche globuli bianchi e piastrine)
- Leucemia mieloide cronica (espansione clonale dei globuli bianchi)
- Trombocitemia essenziale (aumento delle piastrine)
- Mielofibrosi idiopatica cronica (fibrosi del midollo osseo)